# 1646
Реформація •  Епоха великих географічних відкриттів •  Ганза •  Нідерландська революція •  Річ Посполита •  Запорозька Січ

## Геополітична ситуація
Османську імперію очолює Ібрагім I (до 1648). Під владою османського султана перебувають Близький Схід та Єгипет, Середземноморське узбережжя Північної Африки, частина Закавказзя, значні території в Європі: Греція, Болгарія та Сербія. Васалами османів є Волощина та Молдова.
Священна Римська імперія — наймогутніша держава Європи. Її територія охоплює, крім німецьких земель, Угорщину з Хорватією, Богемію, Північну Італію. Її імператором є Фердинанд III з родини Габсбургів (до 1647). На території імперії триває Тридцятирічна війна.
Габсбург Філіп IV Великий є королем Іспанії (до 1665) та Португалії. Йому належать Іспанські Нідерланди, південь Італії, Нова Іспанія, Нова Гранада та Нова Кастилія в Америці, Філіппіни. Королем Португалії проголошено Жуана IV, хоча Іспанія це проголошення не визнає. Португалія має володіння в Бразилії, в Африці, в Індії, на Цейлоні, в Індійському океані й Індонезії.
Північ Нідерландів займає Республіка Об'єднаних провінцій. Король Франції — Людовик XIV (до 1715). В Англії триває Англійська революція. Королем формально залишається Карл I. Король Данії та Норвегії — Кристіан IV Данський (до 1648), королева Швеції — Христина I (до 1654). На Апеннінському півострові незалежні Венеціанська республіка та Папська область.
Королем Речі Посполитої, якій належать українські землі, є Владислав IV Ваза (до 1648). На півдні України існує Запорозька Січ.
Царем Московії є Олексій Михайлович (до 1676). Існують Кримське ханство, Ногайська орда.
В Ірані правлять Сефевіди.
Значними державами Індостану є Імперія Великих Моголів, Біджапурський султанат, султанат Голконда, Віджаянагара. Владу в Китаї захопила Династія Цін. У Японії триває період Едо.

## Події

### В Україні
- Відбулася Ужгородська унія — об'єднання з Римом православних священників Мукачівської епархії.
- На Буковині запровдажено «Уложення Василя Лупула».
- Відкриття Кирилом Транквіліконом Ставровецьким першої друкарні в Чернігові.
- Видання в Чернігові збірки віршів та прозових творів Кирила Транквілікона Ставровецького «Перло многоценное».
- Видання «Требника Петра Могили» у Києві.

### У світі
- Московське посольство до Варшави запропонувало королю Владиславу IV об'єднати сили запорозьких та донських козаків для ліквідації загрози з Криму.
- 6 листопада Сейм відхилив пропозицію короля піти війною на Крим, не бажаючи посилювати Запорозьке військо.
- Англійська революція:
  - 16 лютого поблизу Торрінгтона відбулася остання значна битва між круглоголовими та кавалерами. Круглоголові здобули перемогу.
  - 27 квітня король Карл I покинув Оксфорд.
  - 5 травня Карл I здався шотландцям.
  - 25 червня армія нового зразка окупувала Оксфорд.
  - 30 липня Довгий парламент виставив умови королю.
  - Опубліковано «Вестмінстерське сповідання віри».
- Триває Тридцятирічна війна:
  - Французи, шведи та німецькі протестанти ведуть наступ на імперців у Баварії та Богемії.
  - 10 жовтня принц Конде захопив у іспанців Дюнкерк.
- Іспанія та Республіка Об'єднаних провінцій підписали перемир'я у Вісімдесятирічній війні.
- Королем Богемії короновано Фердинанда IV Габсбурга.
- Могольський падишах Шах Джахан захопив Балх.
- У Китаї маньчжури й далі захоплюють території у залишків династії Мін.

## Народились
див. також Категорія:Народились 1646
- 17 лютого — П'єр Буагільбер, французький економіст, засновник класичної політичної економії у Франції;
- 1 липня — Лейбніц Ґотфрід Вільгельм, провідний німецький філософ, логік, математик, фізик, мовознавець та дипломат;
- 8 серпня — Годфрі Неллер, англійський портретист, придворний художник монархів Англії від Карла Другого до Георга I (пом. 1723).

## Померли
див. також Категорія:Померли 1646
- 12 березня — Станіслав Конєцпольський, шляхтич польський і магнат Речі Посполитої;
- 13 червня — Якуб Собєський, польський державний діяч, дипломат;